# Dino Baccheretti
Dino Baccheretti (Livorno, 28 maggio 1933 – Como, 30 novembre 2014) è stato un calciatore italiano, di ruolo difensore.

## Carriera
Dopo gli esordi in Promozione toscana con il Grosseto, debutta in Serie B nel 1956-1957 con il Como, disputando quattro campionati per un totale di 103 presenze e un gol.
Nel 1960 passa al Cagliari dove disputa due campionati di Serie C (vincendo il secondo), ed infine disputa un altro campionato di Serie C con il Solvay Rosignano. 
Nella stagione 1964 è in forza al Toronto Italia, squadra militante nella Eastern Canada Professional Soccer League, con cui raggiunse la finale dei play-off per il titolo, persa contro il Toronto City.
Termina la carriera nel Cantù.

## Palmarès

### Club

#### Competizioni nazionali
- Serie C: 1

Cagliari: 1961-1962